# North Weeki Wachee
North Weeki Wachee – jednostka osadnicza w Stanach Zjednoczonych, w stanie Floryda, w hrabstwie Hernando.